# 兵庫県立赤穂特別支援学校
兵庫県立赤穂特別支援学校（ひょうごけんりつ あこうとくべつしえんがっこう）は、兵庫県赤穂市大津にある県立特別支援学校。知的障害がある児童・生徒を教育対象とする。

## 歴史
赤穂市の特別支援教育は、1962年（昭和37年）に赤穂市立塩屋小学校施設内特殊学級、1963年（昭和38年）に赤穂市立赤穂西中学校施設内特殊学級をそれぞれ兵庫県立赤穂精華園内に設置したことに始まる。これらを統合し独立校としたのが本校である。
- 1976年（昭和51年）4月1日 - 兵庫県立赤穂養護学校開校
- 1980年（昭和55年）3月31日 - 体育館竣工
- 1985年（昭和60年）4月1日 - スクールバス運行開始
- 1987年（昭和62年）4月1日 - 高等部設置
- 2003年（平成15年）3月31日 - 運動場拡張整備
- 2007年（平成19年）4月1日 - 校名を兵庫県立赤穂特別支援学校に変更

## 設置学部
- 小学部
- 中学部
- 高等部

## 通学区域
- 赤穂市
- 相生市（矢野川中学校の校区を除く）